# Кевін Ньюфелд
Кевін Ньюфелд (англ. Kevin Neufeld, 6 листопада 1960 — 26 лютого 2022) — канадський академічний веслувальник.
Олімпійський чемпіон 1984 року в складі вісімки, учасник 1988 року.